# Luiz Gustavo
Luis Gustavo Dias (født 23. juli 1987) er en brasiliansk fodboldspiller, der spiller i den franske Ligue 1-klub Olympique Marseille. Han har tidligere haft en karriere i blandt andet Tyskland, hvor han repræsenterede Hoffenheim, Bayern München og VfL Wolfsburg. 